# Test di Ames
Il test di Ames, ideato da Bruce Ames nel 1973, è un test genetico per l'analisi della genotossicità di una sostanza, molto utilizzato ad esempio in ambito biomedico e farmaceutico-industriale nella fase preclinica di sperimentazione di nuove molecole e per analisi ambientali.

## Principio del test

Procedura di un test di Ames

Il principio del test si basa sulla valutazione della capacità di un sospetto mutageno di provocare la reversione di un carattere auxotrofo his- in un ceppo di batteri mutato (Salmonella typhimurium), rendendolo nuovamente capace di sopravvivere in un terreno privo di istidina. La maggior parte dei ceppi di Salmonella utilizzati nel test presentano anche altre mutazioni che alterano la permeabilità della parete (rfa-, elimina la catena polisaccaridica dei lipopolisaccaridi di membrana), consentendo l'ingresso nel batterio di mutageni anche di grosse dimensioni, o eliminano l'azione dei meccanismi di riparo del DNA (ΔuvrB, delezione del gene uvrB), permettendo in tal modo il mantenimento delle mutazioni ottenute. Poiché l'assenza di meccanismi di riparo rende complessa la crescita del batterio, in molti casi si introduce nel ceppo il plasmide pKM101, contenente i geni per il sistema di riparo SOS del DNA, incline a commettere errori durante la riparazione. Un'ulteriore mutazione presente in alcuni ceppi abitualmente utilizzati è la delezione di un gene coinvolto nella biosintesi della biotina (Δbio), che rende impossibile la sopravvivenza del batterio in terreni che ne siano privi; ciò consente di identificare eventuali contaminazioni del risultato finale sulla piastra (i batteri revertanti ottenuti dovranno risultare auxotrofi per la biotina).

## Procedura sperimentale
Il test viene effettuato piastrando i batteri su un terreno solido di agar contenente una minima quantità di istidina, e ponendo al centro della piastra un disco contenente la sostanza in esame, che può in questo modo diffondersi nel terreno di coltura. La presenza delle tracce di amminoacido nel terreno permette di individuare mutazioni che richiedano più cicli di duplicazione cellulare per manifestarsi fenotipicamente, come nel caso di mutazioni puntiformi su una singola elica di DNA. La frequenza delle mutazioni ottenute viene valutata in base alla distanza dal disco dopo 48 ore di crescita, in rapporto a una piastra di controllo in cui i batteri sono stati fatti crescere sullo stesso terreno, ma in assenza del sospetto mutageno; il raffronto delle due piastre consente di eliminare dal risultato del test l'effetto dovuto alla presenza di revertanti spontanei. Il test per una sostanza viene sempre condotto in parallelo su differenti ceppi di Salmonella, in cui l'auxotrofia è dovuta a differenti tipi di mutazioni (mutazioni puntiformi di diverso tipo, o mutazioni di frameshift come inserzioni o delezioni) per individuare il tipo di effetto causato al DNA.

## Limiti del test
Il limite principale del test, così descritto, è l'impossibilità di valutare l'effetto genotossico indiretto, ovvero di sostanze che non presentano direttamente un proprio effetto mutageno, ma diventano tossiche a seguito del metabolismo subito negli organismi superiori, come nel caso dell'alcol etilico, il cui effetto richiede la formazione del suo metabolita acetaldeide. Per superare questo problema, possono essere utilizzati protocolli differenti del test, che prevedano la presenza nel terreno di coltura degli enzimi coinvolti nel metabolismo degli xenobiotici, che possono attivare l'effetto genotossico del promutageno. In questo caso la sostanza da esaminare viene aggiunta direttamente al terreno di coltura. Un altro meccanismo indiretto di genotossicità non rilevato dal test è quello che prevede un'azione mediata dal sistema infiammatorio o da virus, come succede nel caso dell'amianto.
Essendo condotto in cellule batteriche, il test di Ames non consente di valutare la capacità dei mutageni di alterare con precisione la struttura cromosomica del DNA umano, per cui non può da solo costituire un elemento sufficiente di valutazione del rischio genotossico, ma va eseguito insieme a test su cellule eucariotiche (test dei micronuclei, test della cometa, quantificazione degli addotti al DNA) e su animali in vivo. Vi è comunque una buona correlazione fra l'effetto mutageno riscontrato nel test di Ames e la cancerogenicità della sostanza negli organismi superiori.